# Calliscelio laticinctus
Calliscelio laticinctus är en stekelart som beskrevs av William Harris Ashmead 1893. Calliscelio laticinctus ingår i släktet Calliscelio och familjen Scelionidae. Inga underarter finns listade.